# Campeonato Sudamericano de Clubes de Voleibol Femenino 2023
Campeonato Sudamericano de Clubes de Voleibol Femenino de 2023 var den 36:e upplagan av turneringen som utser de sydamerikanska klubbmästarna i volleyboll. Turneringen hölls 10 till 14 maj 2023 i Uberlândia, Brasilien. Värdlaget Dentil Praia vann turneringen för andra gången genom att besegra Gerdau Minas i finalen och kvalificerade sig därigenom för världsmästerskapet i volleyboll för klubblag 2023. Brayelin Martínez utsågs till mest värdefulla spelare. Praia Clube var värd för fjärde gången, tidigare har de varit värd 2017, 2020 och 2022.

## Deltagande lag
| Land      | Platser | Lag |
| --------- | ------- | --- |
| Brasilien | 3       | Dentil/Praia Club - värdlag Itambé/Minas - brasiliansk mästare 2021/2022 Sesi/Voley Bauru - Trea i Superliga Série A 2021–2022 |
| Bolivia   | 1       | Club Olympic - bolivianska mästare 2022                                                                                        |
| Chile     | 1       | CD Boston College - chilenska mästare 2022                                                                                     |
| Peru      | 1       | Club de Regatas Lima - peruanska mästare 2022/2023                                                                             |
| Uruguay   | 1       | Club Social y Deportivo Juan Ferreira - uruguayanska mästare 2022                                                              |

## Format
Tävlingen genomfördes i två rundor. I den första delades lagen in i två grupper: A, med tre lag, och B, med fyra. Alla lag mötte alla andra lag i sin grupp. De två bästa lagen i varje grupp går vidare till den andra rundan, medan lagen på tredje plats i varje grupp mötte varandra för spel om femteplatsen. Slutspelet skedde genom semifinaler, match om tredjepris och final.

## Resultat

### Första rundan
Alla tider är lokal tid

#### Grupp A
| Pos. | Lag            | Pts | V | F | VS | FS | VB  | FB  |
| ---- | -------------- | --- | - | - | -- | -- | --- | --- |
| 1.°  | Dentil/Praia   | 6   | 2 | 0 | 6  | 1  | 174 | 118 |
| 2.°  | Regatas Lima   | 3   | 1 | 1 | 4  | 5  | 177 | 191 |
| 3.°  | Boston College | 0   | 0 | 2 | 2  | 6  | 146 | 188 |

|  | Kvalificerade för semifinal. |

| Dag    | Tid   | Lag 1        | Res.  | Lag 2          | Set 1 | Set 2 | Set 3 | Set 4 | Set 5 | Total    | Rapport |
| ------ | ----- | ------------ | ----- | -------------- | ----- | ----- | ----- | ----- | ----- | -------- | ------- |
| 10 maj | 18:00 | Dentil/Praia | 3 – 0 | Boston College | 25-21 | 25-16 | 25-17 |       |       | 75 – 54  | CSV     |
| 11 maj | 18:00 | Dentil/Praia | 3 – 1 | Regatas Lima   | 25-14 | 24-26 | 25-14 | 25-10 |       | 99 – 64  | CSV     |
| 12 maj | 18:00 | Regatas Lima | 3 – 2 | Boston College | 23-25 | 23-25 | 25-13 | 25-14 | 17-15 | 113 - 92 | CSV     |

#### Grupp B
| Pos. | Lag              | Pts | V | F | VS | FS | VB  | FB  |
| ---- | ---------------- | --- | - | - | -- | -- | --- | --- |
| 1    | Itambé/Minas     | 9   | 3 | 0 | 9  | 0  | 225 | 132 |
| 2    | Sesi/Voley Bauru | 6   | 2 | 1 | 6  | 3  | 217 | 126 |
| 3.°  | Club Olympic     | 3   | 1 | 2 | 3  | 7  | 159 | 215 |
| 4.°  | Juan Ferreira    | 0   | 0 | 3 | 1  | 9  | 113 | 244 |

|  | Kvalificerade för semifinal. |

| Dag    | Tid   | Lag 1            | Res.  | Lag 2            | Set 1 | Set 2 | Set 3 | Set 4 | Set 5 | Total   | Rapport |
| ------ | ----- | ---------------- | ----- | ---------------- | ----- | ----- | ----- | ----- | ----- | ------- | ------- |
| 10 maj | 16:00 | Sesi/Voley Bauru | 3 – 0 | Juan Ferreira    | 25-10 | 25-5  | 25-5  |       |       | 75 - 20 | CSV     |
| 10 maj | 20:00 | Gerdau Minas     | 3 – 0 | Club Olympic     | 25-14 | 25-10 | 25-10 |       |       | 75 – 34 | CSV     |
| 11 maj | 16:00 | Juan Ferreira    | 1 – 3 | Club Olympic     | 14-25 | 13-25 | 25-19 | 13-25 |       | 65 – 94 | CSV     |
| 11 maj | 20:00 | Gerdau Minas     | 3 - 0 | Sesi/Voley Bauru | 25-22 | 25-22 | 25-23 |       |       | 75 - 67 | CSV     |
| 12 maj | 16:00 | Sesi/Voley Bauru | 3 - 0 | Club Olympic     | 25-11 | 25-6  | 25-12 |       |       | 75 - 29 | CSV     |
| 12 maj | 20:00 | Gerdau Minas     | 3 - 0 | Juan Ferreira    | 25-8  | 25-19 | 25-4  |       |       | 75 - 31 | CSV     |

### Andra rundan
Alla tider är lokal tid
|  | Semifinaler        | Semifinaler |              |                    | Final               | Final               |  |
|  |                    |             |              |                    |                     |                     |  |
|  | Dentil Praia Clube | 3           |              |                    |                     |                     |  |
|  | Dentil Praia Clube | 3           |              |                    |                     |                     |  |
|  | Sesi/Voley Bauru   | 0           |              |                    |                     |                     |  |
|  | Sesi/Voley Bauru   | 0           |              | Dentil/Praia Clube | 3                   |                     |  |
|  |                    |             |              | Dentil/Praia Clube | 3                   |                     |  |
|  |                    |             | Gerdau Minas | 2                  |                     |                     |  |
|  | Gerdau Minas       | 3           | Gerdau Minas | 2                  |                     |                     |  |
|  | Gerdau Minas       | 3           |              |                    |                     |                     |  |
|  | Regatas Lima       | 0           |              |                    | Match om tredjepris | Match om tredjepris |  |
|  | Regatas Lima       | 0           |              |                    |                     |                     |  |
|  |                    |             |              |                    |                     |                     |  |
|  |                    |             |              |                    | Sesi/Voley Bauru    | 3                   |  |
|  |                    |             |              |                    | Sesi/Voley Bauru    | 3                   |  |
|  |                    |             |              |                    | Regatas Lima        | 0                   |  |

|  | Spel om femteplats |   |  |
|  |                    |   |  |
|  | Club Olympic       | 1 |  |
|  | Club Olympic       | 1 |  |
|  | Boston College     | 3 |  |

#### Semifinaler
| Dag    | Tid   | Lag 1        | Res.  | Lag 2            | Set 1 | Set 2 | Set 3 | Set 4 | Set 5 | Total   | Rapport |
| ------ | ----- | ------------ | ----- | ---------------- | ----- | ----- | ----- | ----- | ----- | ------- | ------- |
| 13 maj | 18:00 | Gerdau Minas | 3 – 0 | Regatas Lima     | 25-19 | 25-17 | 25-18 |       |       | 75 – 54 | CSV     |
| 13 maj | 20:30 | Dentil/Praia | 3 – 0 | Sesi/Voley Bauru | 25-16 | 25-14 | 25-19 |       |       | 75 – 49 | CSV     |

#### Spel om femteplats
| Dag    | Tid   | Lag 1        | Res.  | Lag 2          | Set 1 | Set 2 | Set 3 | Set 4 | Set 5 | Total   | Rapport |
| ------ | ----- | ------------ | ----- | -------------- | ----- | ----- | ----- | ----- | ----- | ------- | ------- |
| 13 maj | 15:00 | Club Olympic | 1 – 3 | Boston College | 25-18 | 21-25 | 20-25 | 15-25 |       | 81 – 93 | CSV     |

#### Spel om tredjeplats
| Dag    | Tid   | Lag 1            | Res.  | Lag 2        | Set 1 | Set 2 | Set 3 | Set 4 | Set 5 | Total   | Rapport |
| ------ | ----- | ---------------- | ----- | ------------ | ----- | ----- | ----- | ----- | ----- | ------- | ------- |
| 14 maj | 17:30 | Sesi/Voley Bauru | 3 – 0 | Regatas Lima | 25-20 | 25-15 | 25-22 |       |       | 75 - 57 | CSV     |

#### Final
| Dag    | Tid   | Lag 1        | Res.  | Lag 2        | Set 1 | Set 2 | Set 3 | Set 4 | Set 5 | Total    | Rapport |
| ------ | ----- | ------------ | ----- | ------------ | ----- | ----- | ----- | ----- | ----- | -------- | ------- |
| 10 maj | 18:30 | Dentil Praia | 3 – 2 | Gerdau Minas | 25-16 | 17-25 | 27-25 | 12-25 | 15-11 | 96 – 102 | CSV     |

## Slutplaceringar
| Pos. | Lag                                   |
| ---- | ------------------------------------- |
| 1    | Dentil/Praia Clube                    |
| 2    | Gerdau Minas                          |
| 3    | Sesi/Voley Bauru                      |
| 4.   | Club de Regatas Lima                  |
| 5.   | CD Boston College                     |
| 6.   | Club Olympic                          |
| 7.   | Club Social y Deportivo Juan Ferreira |

|  | Kvalificerade för Världsmästerskapet i volleyboll för klubblag 2023 |

| Sydamerikanska klubbmästare    |
| ------------------------------ |
| Dentil/Praia Club Andra titeln |

## Individuella utmärkelser
Vid turneringens slut delades följande priser ut:
- Mest värdefulla spelare

 Brayelin Martínez (Dentil Praia)
- Bästa poängvinnare

 Dani Lins (Sesi Bauru)
- Bästa vänsterspikers

 Peña (Gerdau Minas)
 Brayelin Martínez (Dentil Praia)
- Bästa centrar

 Thaísa Menezes (Gerdau Minas)
 Jineiry Martinez (Dentil Praia)
- Bästa högerspiker

 Kisy (Itambé/Minas)
- Bästa libero

 Mirian Patiño (Regatas Lima)
- Bästa spelare i finalen

 Claudia Bueno (Dentil Praia)